# Jan Griffier II
Jan Griffier II, né le 7 octobre 1688 et mort vers 1750, est un peintre qui fut actif en Angleterre, neveu de Jan Griffier,,, et cousin de Robert Griffier.